# Jumping international de Blaye

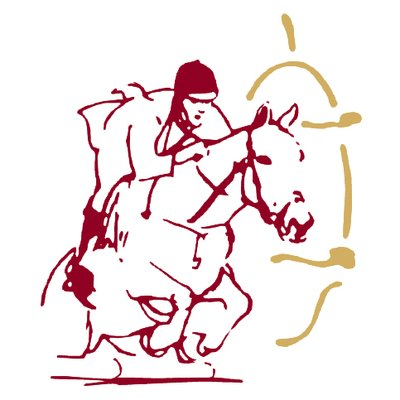
Logo du Jumping de Blaye

Le jumping international de Blaye est une compétition équestre en France, elle se déroule en juillet dans les douves sèches de la Citadelle de Blaye et dure quatre jours. Cette réunion existe depuis plus de 40 ans, la première édition ayant eu lieu en 1977 à la ferme équestre de Jappeloup. Elle est l’une des plus anciennes compétitions équestres de France.
Le jumping de Blaye a été créé par Henry Delage, naisseur et éleveur du cheval de saut d'obstacles Jappeloup de Luze, et par Gilbert Vallaeys, dit "Titou", sportif de haut niveau et Champion de France de saut en hauteur.
En 1999, 2000 et 2001 le Jumping de Blaye reçoit ces trois années là, « l’As d’Or » de la meilleure manifestation sportive de l’année en Aquitaine.